# May Lorenzo Alcalá
May Lorenzo Alcalá (Mar del Plata, 1946 - Buenos Aires, 5 de julio de 2011) fue una abogada, diplomática, escritora, coleccionista y curadora de arte argentina.
Ocupó cargos de relevancia en las áreas latinoamericana y cultural de la Cancillería argentina. Entre 1986 y 1991 dirigió el Centro Cultural Brasil-Argentina en Río de Janeiro. Fue embajadora de Argentina en Caracas.
Mantuvo una estrecha relación con escritores de la talla de Manuel Puig, Manuel Mujica Lainez y María Granata.
En el ámbito artístico, fue columnista en el periódico español ABC de Madrid.

## Obras
Novelas
- Los veraneantes.
- El lugar de la herida.

Cuentos
- Cuentos cortos y cortísimos.

Ensayos
- "Los mosqueteros del ultraismo argentino", en Todo es Historia núm. 480. Buenos Aires, junio de 2007.
- Piero Illari: un futurista tra due mondi. UNInova. Parma, 2008 (con Andrea Briganti).
- Norah Borges, la vanguardia enmascarada. Editorial Eudeba, Buenos Aires, 2009.